# Gian Piero Piretto
Gian Piero Piretto (Nizza Monferrato, 23 gennaio 1952) è uno storico e traduttore italiano.

## Biografia
Ha insegnato dal 1975 e dal 1994 discipline legate alla cultura russa all'Università di Milano. Studioso della cultura sovietica, attento anche alle manifestazioni della cultura popolare, ha tradotto autori come Bulat Šalvovič Okudžava, Anton Čechov per Guerini, Garzanti e Feltrinelli. In pensione dal 2018.

## Opere principali
- Mosca, Leningrado, Milano, CLUP, 1986
- Derelitti, bohémiens e malaffari: il mito povero di Pietroburgo, Bergamo, Lubrina, 1989
- Da Pietroburgo a Mosca: le due capitali in Dostoevskij, Belyj, Bulgakov, Milano, Guerini, 1990
- 1961: il Sessantotto a Mosca, Bergamo, Moretti & Vitali, 1998
- Il radioso avvenire: mitologie culturali sovietiche, Torino, Einaudi, 2001
- Gli occhi di Stalin: la cultura visuale sovietica nell'era staliniana, Milano, Raffaello Cortina, 2010
- La vita privata degli oggetti sovietici: 25 storie da un altro mondo, Milano, Sironi, 2012
- Indirizzo: Unione sovietica: 25 luoghi di un altro mondo, Milano, Sironi, 2015
- Quando c'era l'URSS: 70 anni di storia culturale Sovietica, Milano, Raffaello Cortina, 2018 (Premio Napoli e Premio Acqui Storia 2019)
- Vagabondare a Berlino: itinerari eccentrici tra presente e passato, Milano, Raffaello Cortina, 2020
- Eggs Benedict a Manhattan. Ricette metropolitane di un professore poco ordinario, Milano, Raffaello Cortina, 2021